# مینو (مجموعه تلویزیونی)
مینو نام یک مجموعهٔ تلویزیونی ایرانی و محصول سال ۱۳۹۷ است. این سریال که در ابتدا «آشوب» نام داشت، قرار بوده که در سه فصل ساخته شود؛ اما در نهایت در یک فصل ساخته شد. بنا بر اظهارات تهیه کنندهٔ این سریال، لوکیشن‌های این سریال تخریب شده‌است. با اینکه این سریال در ابتدا بسیار مورد توجه مخاطبان قرار گرفت، ولی در ادامه با ضعف بازیگری و پایان بندی نامناسب نتوانست خود را در دل مخاطب جا کند.

## موضوع سریال
این سریال که داستان آن در ماه‌های منتهی به اشغال شهر خرمشهر در زمان جنگ ایران و عراق می‌گذرد، قصهٔ عاشقانه ای بین یک جاسوس عراقی و یک پرستار به اسم «مینو» است.